# 取材許可証

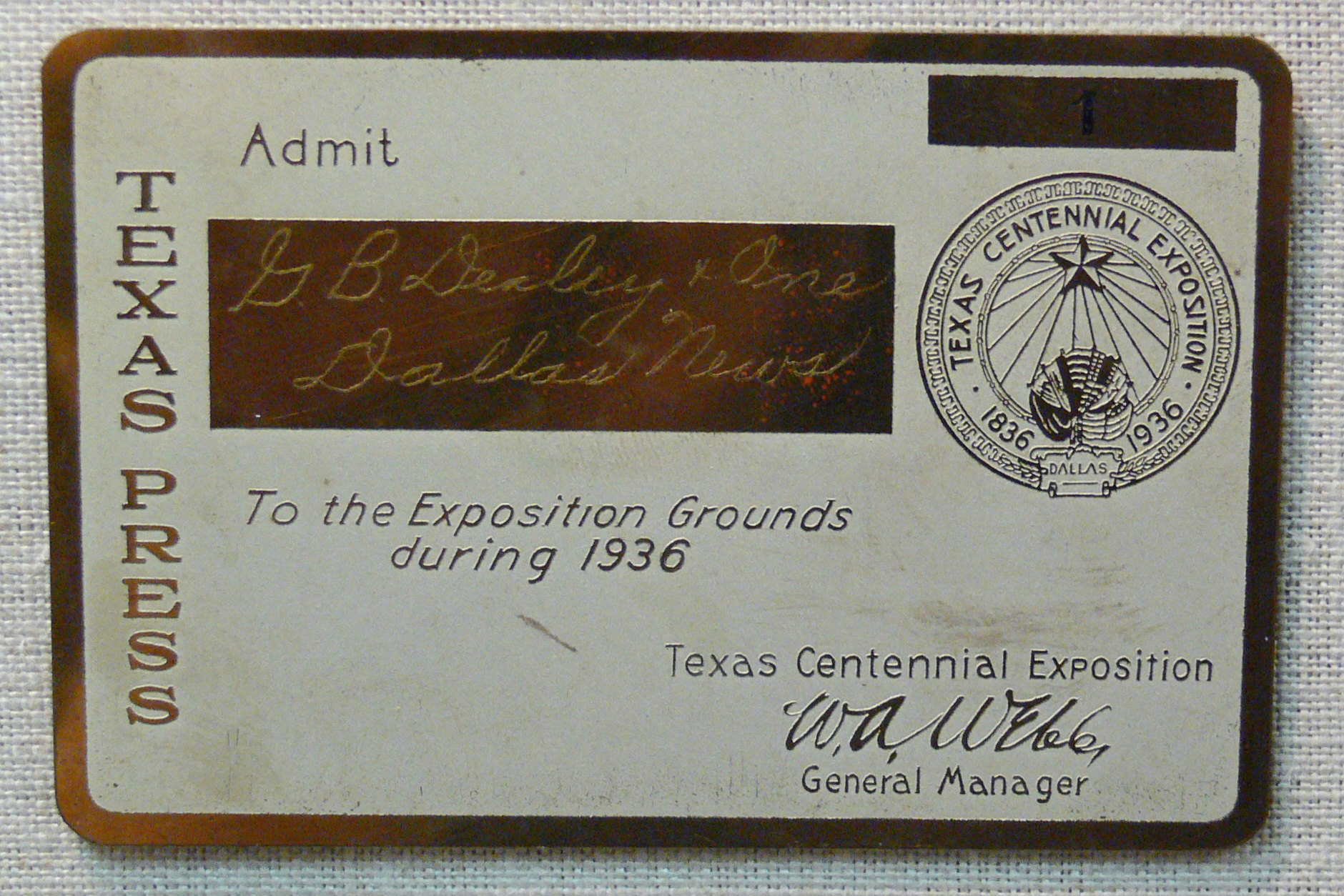
テキサス100年記念博覧会で使われた取材許可証

取材許可証（しゅざいきょかしょう、英語: press pass）とは、ジャーナリストに与えられる取材上の証明書。記者証、取材証と呼ばれることもある。

## 概要
取材許可証を発行する機関は大きく3つに分けられる。警察などの役所によるもの、各種催しの主催者が発行するもの、報道機関によるものである。取材許可証によって効力に違いがあるので、1人の記者が複数の取材許可証を持つ場合もある。取材許可証の効力の大小は、その発行元によって異なり、場合によっては法的な特権がある場合がある。
なお、身分証明書でもある記者証と、入場許可証である取材許可証とは厳密には異なる。

## 法的効力を持つ取材許可証
アメリカ合衆国では、市、郡、州などの地方警察が取材許可証を発行する。そのような取材許可証があれば、公務に支障を与えない限り警察や消防の立入禁止の線のなかに入ることが許される。
警察からの取材許可証を受けるには審査がある。面接が必要な場合もある。警察からの取材許可証が与えられるのはニュース速報を行う記者に限られる。編集者、編集委員、フリーランサー、ブロガーに与えられることは少ない。警察から出される取材許可証は政府記者会見などでは通用せず、あくまでも災害などで臨時に設けられた立入禁止区域に入るためのものである。

### 駐車許可証
取材許可証に加えて、取材のための駐車許可証が与えられることもある。レポーター、カメラマンなどに与えられることが多い。アメリカ合衆国には「居住者のみ許可」の駐車地帯があるが、そこに駐車することができたり、パーキングメーターの費用が免除される場合もある。ただし、この駐車許可証があればどこに駐車してもよいわけではない。

## イベント時の取材許可証

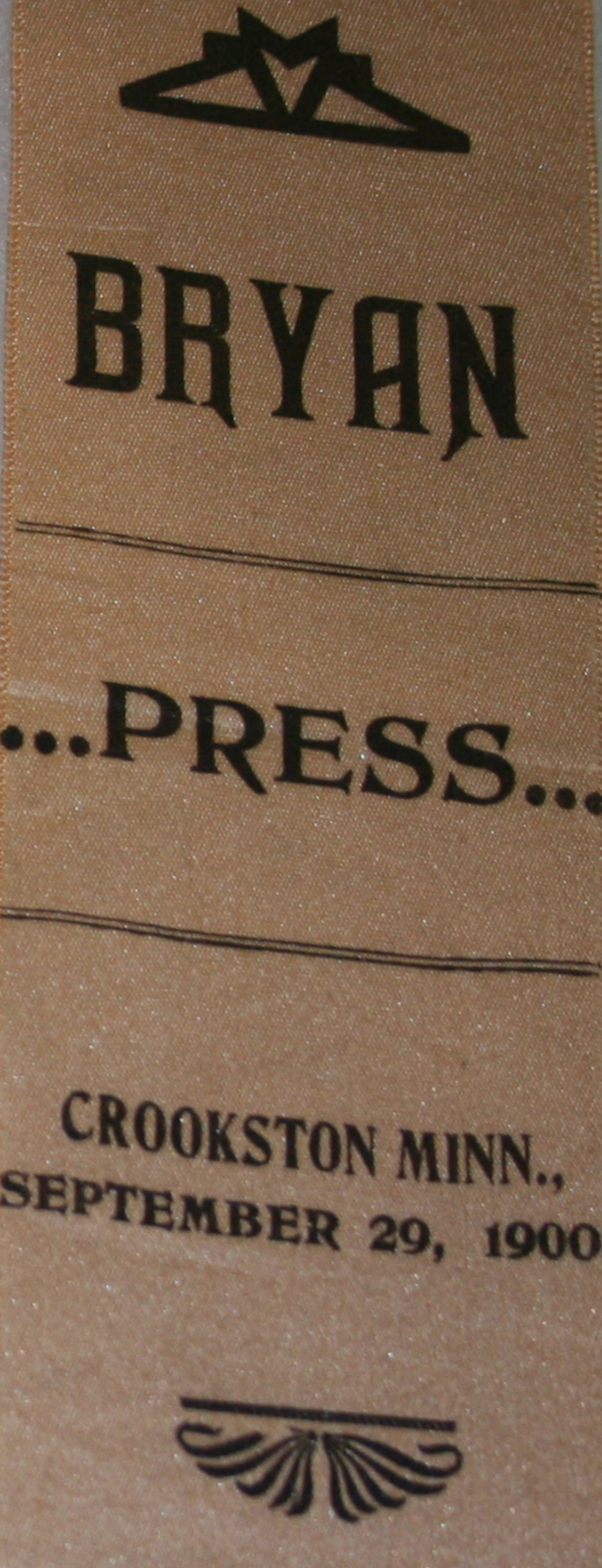
1900年のウィリアム・ジェニングス・ブライアンの講演会で発行された取材許可証

見本市、フェスティバル、スポーツイベント、各種の表彰式などで発行されることが多い。記者バッジの形で与えられることも多い。イベントの主催者にとってもマスメディアの取材は歓迎されることが多いので、特権が与えられることが多い。通常、取材許可証を得るためには事前の申し込みが必要である。その際に、過去の発表資料（執筆実績を証明するもの。記者の署名入りで掲載された複数の記事の提出を求められることが多い）や、報道機関発行の推薦状が必要な場合もある。記者以外に許可証が与えられることは少ないが、審査に通ればブロガーに与えられることもある。見本市などでは、取材許可証と共に取材資料が送られてくることもある。取材許可証を与えられた者は要人へのインタビューが認められたり、特別な部屋（プレスルーム）を与えられることもある。
なお、イベントに出演する芸能人の肖像権・パブリシティ権管理上の問題や、イベントコンパニオンを撮影しようとするいわゆるカメラ小僧への対策等の理由で、カメラマンに対しては通常の取材許可証とは別の撮影許可証を発行し、撮影許可証のない者についてはジャーナリストであっても撮影を拒否することがある。

### 公開行事
スポーツ競技や学校行事などのために取材許可証が発行されることもある。自由に取材ができる取材許可証である場合もあるし、そうでない場合もある。最前列の観客席を与えられたり、専用の部屋（プレスルーム）が用意される場合もある。スポーツ競技の場合には、スタジアムのすぐそばで発行されて、記者席を利用する権限が与えられることが多い。記者席の費用は一般入場者から徴収した料金で賄うことになるので、発行される記者席の数はそのイベント次第である。

### 非公開行事
一般に対して非公開の行事にも取材許可証が発行されることがある。ただし、公開行事に比べると取材許可証が与えられる条件が厳しく、その分野の専門記者などにのみ与えられることも多い。

## 報道機関による取材許可証

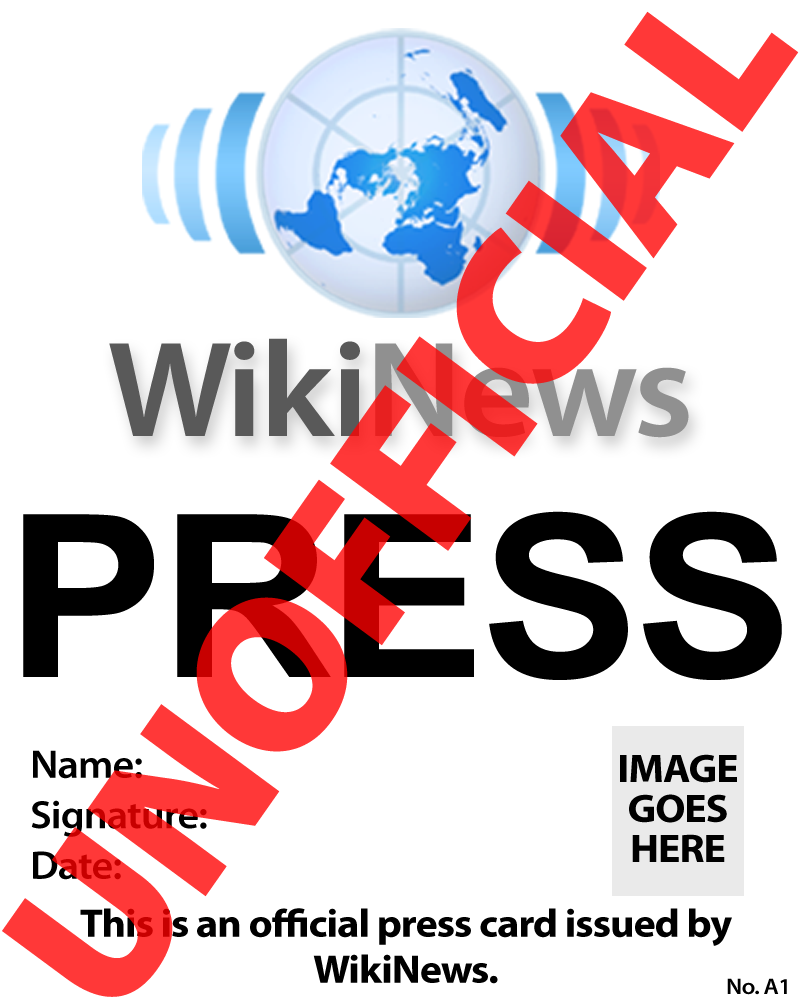
ウィキニュースが発行した取材許可証

報道機関自身が記者証を発行する場合がある。このような記者証には法律上の特権は無いし、イベントへの入場証の代わりにもならない。あくまでも身分証の一種にすぎない。
イギリスではイギリスプレスカード協会の会員が全国標準の記者証を発行している。その会員である定期刊行物協会 (Periodical Publishers Association) (PPA)は、「報道記者であるためには誰の許可も要らないが、この証明書があれば必要に応じて自分が報道記者であることを説明できるので便利である」と説明している。アメリカ合衆国のフリージャーナリストは国民記者協会 (National Writers Union) から記者証をもらうことができるし、PPAから記者証をもらうこともできる。

## 業界側の取材許可証
取材を受ける側の団体があらかじめジャーナリストやカメラマンに対して取材許可証を発行し、その団体傘下の取材対象に対し円滑に取材が出来る体制を整えている場合も有る。
- JAFプレスパス - 日本自動車連盟(JAF)が発行する取材許可証。JAFが主催するスピード競技を取材できる。[21]

## 偽造取材許可証

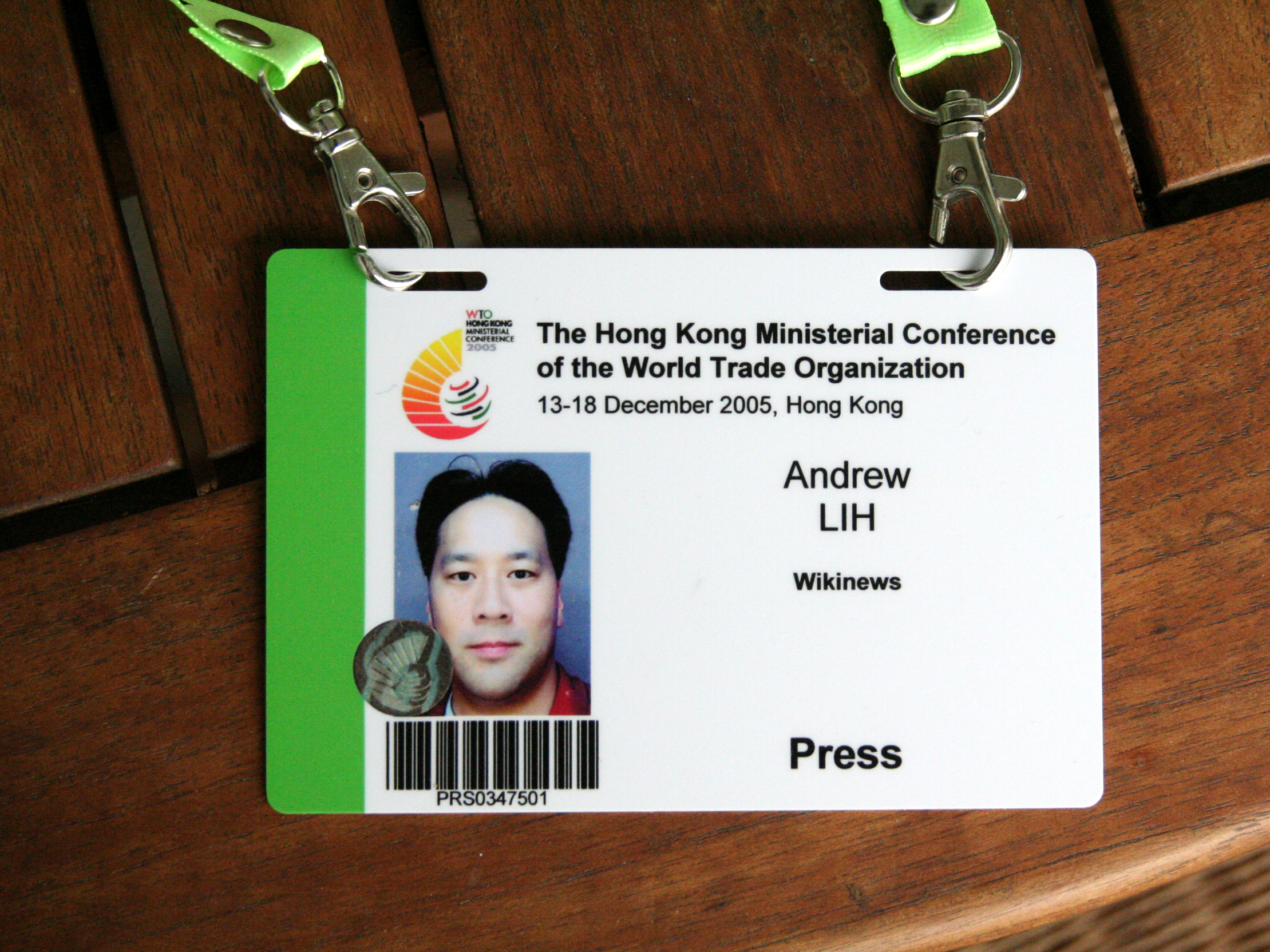
偽造防止のためのホログラム（顔写真左下）が使われている取材許可証。2005年に香港で行われたWTO会議のもの

偽造取材許可証が出回ることもある。偽造証そのものが売られることもあるし、その作り方を説明するウェブサイトもある。アメリカPR協会 (Public Relations Society of America) のジョン・スチュワートは「レストランや劇場のオープニング行事、スポーツ行事、演奏会、デモ活動などで偽造取材許可証を使う者は多い。犯罪現場の立入りに使う者さえいる。コンピュータとプリンタの発達により、誰でも数分で偽造ができるようになってしまった」と報告している。
偽造取材許可証の増加のため、偽造防止技術が使われることも多くなっている。ホログラムをカードに貼り付け、さらにその上から全体をラミネートするなどの方法が取られる。